# Коле Ицано (Терамо)
Коле Ицано (итал. Colle Izzano) је насеље у Италији у округу Терамо, региону Абруцо.
Према процени из 2011. у насељу је живело 47 становника. Насеље се налази на надморској висини од 250 м.